# Fiat Ferroviaria

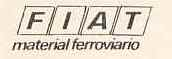

Fiat Ferroviaria – byłe włoskie przedsiębiorstwo wchodzące w skład grupy FIAT, zajmujące się produkcją pojazdów szynowych. Obecnie stanowi część koncernu Alstom.
Fiat Ferroviaria rozpoczął budowę pojazdów szynowych w latach 30. W roku 1995 połączył się z SIG – szwajcarskim producentem pojazdów szynowych.
W roku 2002 Fiat Ferroviaria został przejęty przez Alstom, który kontynuuje produkcję i wsparcie dla wielu dotychczasowych modeli, włączając w to zespoły trakcyjne typu Pendolino.